# Bartolomeo Cattaneo
Bartolomeo Cattaneo (Grosio, 30 gennaio 1883 – San Paolo, 3 aprile 1949) è stato un aviatore italiano.

## Biografia
Conosciuto nei paesi di lingua spagnola come Bartolomé Cattáneo, nel 1910 fu il primo italiano, e sesto nel mondo, a ricevere il brevetto di pilota civile e il primo ad attraversare il Río de la Plata in aereo. Durante la prima guerra mondiale si arruolò come istruttore di volo con il grado di tenente. Con la nascita della prima compagnia aerea commerciale brasiliana nel 1933, a Cattaneo venne affidata la linea San Paolo-Riberão Preto, per la quale prestò servizio fino al pensionamento.